# Luigi Biancheri
Pour les articles homonymes, voir Biancheri.
Luigi Biancheri est un amiral italien, né le 31 janvier 1891 à Gênes et décédé le 12 décembre 1950 à Rome.

## Biographie
Biancheri est entré à la Regia Marina en 1907 et il devint enseigne le 1e Avril 1911.
Il prend part à la Guerre italo-turque.
Il participe à la première Guerre mondiale, il reçoit deux médailles d'argent et une médaille de bronze.
En 1919, il commande l'escadron de Livourne, et de Juin à Juillet 1919, il fait partie du corps expéditionnaire italien en Anatolie.
En Décembre 1939, comme amiral, il prend le commandement des forces navales de la mer Égée. D'août 1943 au 20 avril 1944, il reçoit le commandement de la huitième division navale à La Spezia. Le 9 septembre 1943, il commande les unités qui ont été attaqués par l'aviation allemande au large des côtes de Sardaigne, il a donné l'ordre de riposter.
Après la guerre, à Rome, au ministère, il a exercé plusieurs postes, dont celui de commissaire de la Fédération d'échecs italien.

## Décorations
- : Médaille d'argent pour la vaillance militaire, du 26 février 1941 au 2 mars 1941.